# 住宅地図
住宅地図（じゅうたくちず）とは地図の一種で、戸別名（表札表示による居住者）表示地図。
日本では大縮尺の住宅地図が流通しているが、国土地理院の「諸外国における地図情報等の提供の在り方に関する調査」では「住宅地図などの民間事業者による大縮尺地図は、世界的にみて例外的な存在」としている。

## 概要
住宅地図は地形図や道路地図などと区別するために用いられる名称である。
日本では民間事業者によって大縮尺の紙媒体による住宅地図が発行されている。このような紙媒体の大縮尺の地図は世界的には珍しく、多くの国では民間事業者によって発行されている紙地図は道路地図や都市地図である。大縮尺のデジタル地図としてはイギリスにUKMapがあるが一般ユーザーを対象としたものではない。
日本以外の国々では道路ごとに順に番号を振る住所表示が一般的であり、道路地図などで通りを確認することで住所を特定できる（住所を参照）。
日本の通常の住宅地図は住居表示実施地区では住居表示を採用している。そのため、建物では不動産登記上の地番とは異なる箇所が存在し、田畑等の地番も分からない場合がある。そのため地番が分かるように住宅地図に公図の情報を追加した住宅地図が存在する。ゼンリンではブルーマップ（住居表示地番対照住宅地図）、刊広社では住宅明細図地籍版と呼ばれる。一般住宅地図より更に高価な商品であり、一部の地域でしか刊行されていない。
日本では国土地理院や地方公共団体発行の地形図等を元に、現地確認調査を実施し編集されていることが多い。別記内容として、集合住宅内の戸別名や事業用ビルのテナントも表記される場合もある。なお、住宅地図内に描かれている建物の外形形状をさして家型（いえがた、かけい）ということがある。
本として出版される他、CD化した電子地図としても販売される。原則、市町村単位の比較的狭いエリア単位で刊行され、CD版には広域のものがある。価格的には廉価版であっても最低4～5000円、最も一般的なゼンリンB4判住宅地図は一冊1～2万円がボリュームゾーンと高価である。
商業上の理由と個人情報保護の観点から、インターネットの地図配信サイトで無料で配信されていない。ただしGoogle マップは、集合住宅や商業ビルの名前が記載されており、無料住宅地図に近い存在であると言える。近年は、ネットの無料地図の影響やカーナビの普及で、住宅地図全体の売り上げは低下傾向にある。

## 主な用途
- 住所を調査（警察が交通事故現場の住所を調べる時など、公的な場所でも使用される）
- 交番での道案内など。どの交番や駐在所にも必ず一冊常備してある。
- 国勢調査
- ハザードマップ
- 住宅団地の案内看板
- 不動産業
- 宅配便・配達人・配送車に常備
- 地理情報システム（GIS）

## 住宅地図メーカーと種類
地方に一部地域の住宅地図を刊行している会社は幾つかあるが、日本全国を網羅している住宅地図を刊行しているのはゼンリン一社のみで、住宅地図の代名詞として圧倒的なシェアを誇る。ゼンリンは、全国ほとんどの地区において1-2年周期で新版の住宅地図を定期的に刊行している。なお、一部僻地は数年周期となる。
NHKの『プロジェクトX〜挑戦者たち〜』「列島踏破30万人 執念の住宅地図」によると、ゼンリンが住宅地図更新（実地調査）に要する年間人数は概算で延べ28万人であるとの事である。
- ゼンリン
  - B4判住宅地図 - 最も普及している基本的な商品。B4より一回り大きく縦約39センチ。
  - A4判住宅地図 - 上記B4判をそのまま縮小した商品。B4判よりやや安価である。一部地域のみ発行。A4よりわずかに大きい。
  - スターマップ（A4判） - 巻末のビルテナント名、集合住宅居住者名を省いてさらに安価にした商品。A4ちょうどのサイズ。装丁は上記住宅地図と異なるライトタッチなものであり、上記より少し遅れて販売される傾向にある。元々一部地域のみの発行で、近年発行エリアは減り続けている。
  - バインダー版（B4判） - B4判住宅地図を、1ページ単位でばらして穴を開け、専用バインダーで綴じたものである。価格は、バインダーを除けばB4判と同じである。一部地域のみの発行。
  - ブルーマップ（B4判） - B4判住宅地図に青で公図情報を反映させたものである。一部地域のみの発行で、バインダー版も存在する。京都府版は発行がない。全般的に、新版発行頻度は通常住宅地図ほど高くない。
  - デジタウン（CD判） - 住宅地図をCD化したもので、価格的には住宅地図の1.5倍ほどと更に高価である。僻地のものもあり、全域で発行されていると推測される。WindowsPCのみ対応。「大阪市全域」など、広域版も存在する。特殊なプロテクトがかかっており、複製作成はできたとしても極めて困難である。
- 吉田地図 - 大阪府全域の住宅地図を発行していた。2016年に法人格消滅。
- 刊広社 - 北陸三県及び新潟県・群馬県全域、長野県と福島県の一部地域の住宅地図を発行している。
- セイコー社 - 本社で四国と東京都の住宅地図を、関係会社で中部及び中国地方の住宅地図を発行していたが、2016年8月末で廃業。
- 北海道地図 - 東京都・札幌市・旭川市の住宅地図を発行している。
- 日本特殊地図協会 - 大阪府・阪神間地域を、連合町会区域（小学校校区）ごとに地図として毎年刊行。
- 明細地図社 - 神奈川県の政令指定都市以外の地域を発行。
- 関西地学協会 - 社名に「関西」とあるが、愛知・岐阜・三重の東海三県の連合町会区域(学校区)ごとの地図を発行。
- マップシステム・アイゼン - 愛知県を中心に、静岡・長野・岐阜の一部地域の住宅地図を発行している。
- （株）京滋地図 - 社名の「京滋」とある通り京都市から滋賀県の連合町会区域等(学校区)ごとの地図を発行。